# Lissotesta decipiens
Lissotesta decipiens är en snäckart som beskrevs av Powell 1940. Lissotesta decipiens ingår i släktet Lissotesta och familjen Skeneidae. Inga underarter finns listade i Catalogue of Life.